# Copestylum elizabethae
Copestylum elizabethae är en tvåvingeart som beskrevs av Albany Hancock och Rotheray 2007. Copestylum elizabethae ingår i släktet Copestylum och familjen blomflugor. Inga underarter finns listade i Catalogue of Life.